# شون دفريوإكس
شون دفريوإكس (بالإنجليزية: Sean Devereux)‏ هو مبشر بريطاني، ولد في 25 نوفمبر 1964 في كامبرلي في المملكة المتحدة، وتوفي في 2 يناير 1993 في كيسمايو في الصومال.